# Arp 45
UGC 9178 = Arp 45 ist eine interagierendes Galaxienpaar im Sternbild Bärenhüter. Sie ist schätzungsweise 394 Millionen Lichtjahre von der Milchstraße entfernt.
Halton Arp gliederte seinen Katalog ungewöhnlicher Galaxien nach rein morphologischen Kriterien in Gruppen. Diese Galaxie gehört zu der Klasse Spiralgalaxien mit einem Begleiter niedriger Flächenhelligkeit auf einem Arm. Ein Arm der Galaxie (VV 2a) führt zum großen Gefährten (VV 2b), der andere zum kleinen Gefährten/Spiralarm (VV 2c).